# Myrmecotypus pilosus
Myrmecotypus pilosus is een spinnensoort uit de familie van de loopspinnen (Corinnidae).
De wetenschappelijke naam van de soort werd in 1898 als Corrinomma pilosum gepubliceerd door Octavius Pickard-Cambridge.